# Pseudomyrmex boopis
Pseudomyrmex boopis is een mierensoort uit de onderfamilie van de Pseudomyrmecinae. De wetenschappelijke naam van de soort is voor het eerst geldig gepubliceerd in 1863 door Roger.